# كارين فوكوهارا
كارين فوكوهارا (بالإنجليزية: Karen Fukuhara)‏ (مواليد 10 فبراير 1992) هي ممثلة أمريكية من أصل ياباني، اشتهرت بتمثيلها شخصية تاتسو ياماشيرو/كاتانا في فيلم الفرقة الانتحارية عام 2016 وشخصية كيميكو مياشيرو في مسلسل أمازون برايم الأصلي الرفاق (من 2019 إلى الوقت الحاضر). تشتهر كارين أيضاً بالأداء الصوتي لشخصية غليمر من مسلسل نتفليكس شي-را وأميرات القوة وشخصية كيبو من مسلسل كيبو وعصر الوحوش العظيمة.

## النشأة والتعليم
ولدت فوكوهارا لأبوين يابانيين في لوس أنجلوس. كانت لغتها الأم هي اللغة اليابانية، وقد التحقت بمدرسة اللغة اليابانية يوم السبت لمدة 11 عاماً. لديها أخ صغير. بدأت فوكوهارا بممارسة الكاراتيه في المدرسة المتوسطة وأصبح لديها حزاماً بني اللون مخطط في الكاراتيه قبل الذهاب إلى الجامعة.
التحقت فوكوهارا بجامعة كاليفورنيا، لوس أنجلوس أثناء عملها كمراسلة للعروض الرياضية على قناة إن إتش كاي في اليابان. كانت عضوة في فرقة ميدليس الغنائية التي تضم الممثلة كيلي ماري تران. تخرجت فوكوهارا من جامعة كاليفورنيا في لوس أنجلوس عام 2014 بدرجة بكالوريوس آداب في علم الاجتماع ودرجة قاصر في المسرح كتخصص ثانوي.

## المسيرة الفنية
بدأت عملها في مجال الترفيه في المدرسة المتوسطة عندما تم اختيارها كمضيفة لبرنامج موفي سورفيرس، وهو برنامج إخباري ترفيهي قصير على قناة ديزني.
قبل دخولها في مجال التمثيل، عملت فوكوهارا في العديد من الوظائف بدوام جزئي، بما في ذلك العمل كمترجمة، ومحررة ترجمة الحوار، ونادلة في مطعم سوشي على طراز موسيقى الريغي.
في عام 2016، مثلت فوكوهارا في فيلمها الأول بشخصية كاتانا في فيلم الأبطال الخارقين التابع لدي سي كوميكس الفرقة الانتحارية، والذي صدر في أغسطس 2016. على الرغم من أن لديها خبرة سابقة في فنون الدفاع عن النفس، مع حزام بني مخطط في الكاراتيه إلا انها تدربت لمدة شهرين تقريباً قبل تصوير الفيلم وذلك من أجل تعلم كيفية استخدام السيف بشكل صحيح.
في أوائل ديسمبر 2016، أعلنت فوكوهارا أنها أكملت الأسبوع الأول من تصوير فيلم ستراي (مع كريستين وودز وميافي وروس بارتريدج).
قامت فوكوهارا بتأدية صوت شخصية سيوير كوين وأليكسيس في مسلسل كارتون نيتورك كريغ من الجدول. في عام 2018، بدأت بتأدية صوت شخصية غليمر في مسلسل شي-را وأميرات القوة، وهو ريبوت لنفس المسلسل الكارتوني الذي عرض في عام 1985.
في عام 2019، بدأت بتمثيل شخصية كيميكو مياشيرو في مسلسل الرفاق على أمازون برايم، المسلسل مقتبس من كوميكس تحمل نفس اسم المسلسل.
في عام 2020، بدأت في تأدية صوت شخصية كيبو أوك في مسلسل كيبو وعصر الوحوش العظيمة. المسلسل مقتبس من ويب كومكس قصير يدعى كيبو.

## فيلموغرافيا
| العام | الاسم             | الدور                   | ملاحظات                   |
| ----- | ----------------- | ----------------------- | ------------------------- |
| 2016  | الفرقة الانتحارية | تاتسو ياماشيرو / كاتانا |                           |
| 2017  | ستراي             | نوري                    |                           |
| 2017  | ذا لوست           | لورا بيكر               | فيلم قصير                 |
| 2020  | بوبلهيد: الفيلم   | إيكيوي (أداء صوتي)      | صدر الفيلم بصيغة دي في دي |
| TBA   | بوليت تراين       |                         | في مرحلة ما بعد الإنتاج   |

| العام       | الاسم                    | الدور                           | ملاحظات            |
| ----------- | ------------------------ | ------------------------------- | ------------------ |
| 2018–الحاضر | كريغ من الجدول           | سيوير كوين، أليكسيس (أداء صوتي) | دور ثانوي; 11 حلقة |
| 2018–2020   | شي-را وأميرات القوة      | غليمر (أداء صوتي)               | دور رئيسي; 48 حلقة |
| 2019–الحاضر | الرفاق                   | كيميكو مياشيرو / الانثى         | دور رئيسي; 13 حلقة |
| 2020        | كيبو وعصر الوحوش العظيمة | كيبو أوك (أداء صوتي)            | دور رئيسي; 30 حلقة |